# Acentrotypus brunnipes
Acentrotypus brunnipes é uma espécie de insetos coleópteros polífagos pertencente à família Apionidae.
A autoridade científica da espécie é Boheman, tendo sido descrita no ano de 1839.
Trata-se de uma espécie presente no território português.